# Trial de Sant Llorenç 1988
L'edició de 1988 del Trial de Sant Llorenç fou la 22a d'aquesta prova, organitzada pel Motor Club Terrassa. El trial era la primera prova del Campionat del Món d'aquell any i tingué lloc el 6 de març a Sant Llorenç de Morunys, Solsonès, amb sortida davant l'edifici de l'escola Vall de Lord. Hi participaren vora 70 pilots, els quals hagueren de superar 15 zones repartides al llarg d'un recorregut que calia completar 3 vegades.
La dificultat de les zones fou inferior que la de l'anterior edició.

## Classificació
| Posició | Pilot              | Motocicleta | Punts |
| ------- | ------------------ | ----------- | ----- |
| 1       | Thierry Michaud    | Fantic      | 39    |
| 2       | Steve Saunders     | Fantic      | 50    |
| 3       | Jordi Tarrés       | Beta        | 51    |
| 4       | Diego Bosis        | Aprilia     | 55    |
| 5       | Donato Miglio      | Fantic      | 57    |
| 6       | Philippe Berlatier | Montesa     | 77    |
| 7       | Gabino Renales     | Montesa     | 82    |
| 8       | Peter Jahn         | Beta        | 86    |
| 9       | Andreu Codina      | Gas Gas     | 88    |
| 10      | Eddy Lejeune       | Merlin      | 88    |